# Mikkel Hedegaard
Mikkel Hedegaard (* 3. července 1996) je dánský fotbalový obránce nebo záložník, od roku 2015 hráč klubu SønderjyskE Fodbold. V obraně hraje na postu pravého beka.

## Klubová kariéra
- Haderslev Fodboldklub (mládež)
- SønderjyskE Fodbold 2015–

Hedegaard působil v mládežnických týmech klubu Haderslev FK, odkud se v létě 2015 dostal do mužstva SønderjyskE Fodbold. V Superligaen debutoval za SønderjyskE v sezóně 2015/16 v listopadu 2015 proti Hobro IK.